# Герб на Естония
Националният герб на Естония представлява щит с три сини леопардови лъва на златно поле. Около щита има златни дъбови клонки.
Леопардовите лъвове в герба на Естония са един от най-старите символи на естонската нация. Те са били използвани още през 13 век като герб на столицата Талин. Произходът на лъвовете датира от времето на датското управление на Северна Естония през периода 1219 – 1346, когато били наложени от Дания като герб на столицата и останали и до днес като символ на страната.
Националният герб на Естония е официално приет от парламента на страната на 19 юни 1925 г. След включването на Естония в СССР през 1940 г., използването на герба било забранено и съветските власти преследвали всеки, който използвал герба или националните символи на Естония. След обявяването на независимостта на Естония на 20 август 1991 г. страната обявява отново герба за официален чрез закон на 6 април 1993 г.